# 嶋田基志
嶋田 基志（しまだ もとし、1987年〈昭和62年〉5月7日 - ）は、日本の元プロバスケットボール選手。愛知県一宮市出身。現役時代のポジションはセンター。

## 来歴
愛知産業大学工業高等学校では全日本ジュニアに選ばれ、川村卓也らとともにアジアジュニア選手権に出場。
その後、東海大学を経て2010年、JBLのアイシンシーホースに入団。4シーズンで68試合出場。
2014年7月、NBLの和歌山トライアンズと契約。2015年1月、トライアンズが経営難から消滅の危機を迎えた際も残留した。2014-15シーズン48試合に出場
オフにNBDLのアースフレンズ東京Zへ移籍。34試合に出場
B.LEAGUE発足初年度の2016-17シーズンはB1の富山グラウジーズに移籍し、42試合出場
2017年オフ、B2の仙台89ERSへ移籍する。39試合に出場。
2018-19シーズンはB2の群馬クレインサンダーズで53試合に出場。
2019年7月、香川ファイブアローズに移籍し、2019-20シーズンの40試合に出場
2020年7月、三重県社会人連盟所属の新規チーム・ヴィアティン三重バスケットボールに移籍
2022年、現役引退。古巣のシーホース三河のアカデミーコーチに就任。

## 日本代表歴
- 2004 アジアジュニア選手権